# Amir Khusrau
Abu-l Hasan Yamīn al-Dīn Khusrow (persan : ابوالحسن یمین‌الدین خسرو, hindi : अबुल हसन यमीनुददीन ख़ुसरो) (1253-1325), connu aussi sous les noms d’Amir Khosrow de Dehli, Amir Khosrow Dehlevi, Amir Khusro Dehlavi ou Amir Khusraw Balkhi en Afghanistan et en Iran (persan : اميرخسرو دهلوى, Amīr Khusraū Dehlavī), est un mystique soufi et disciple spirituel de Nizamuddin Auliya de Delhi. C'est l'un des plus grands poètes  en langue persane de l’Inde. Il est aussi considéré comme le fondateur du qawwalî (musique religieuse soufie répandue en Inde et au Pakistan) ainsi que de la musique hindoustanie,. On lui doit également l'ouvrage Les Huit Jardins du paradis, en langue persane.

## Biographie
Amir Khusrau, Turc de l’Hindoustan (« Turk-e-Hindustani »),, naît d’un père turc, Saif ad-Dīn Mahmoud, qui était l’un des chefs de la tribu Lachin (« faucon crécerelle » en turco-mongol) des Qara Khitaï de Kush, en Transoxiane, et d’une mère Râjput (Rawal), en Inde. Son grand-père porte le nom de Turk.

## Apports
« La tradition musicale classique du Pakistan remonte au poète et musicien du XIIIe siècle Amir Khusrau, qui composa les tout premiers râgas. »
« L’invention du tablâ et du sitar indien est habituellement attribuée à Amir Khusrau. »

### Études
- (en) Barbara Brend, « Akbar's "Khamsah" of Amīr Khusrau Dihlavī: A Reconstruction of the Cycle of Illustration », Artibus Asiae, vol. 49, nos 3/4,‎ 1988, p. 281–315 (ISSN 0004-3648, DOI 10.2307/3250040, lire en ligne)